# Куликово Поле (Одесса)
Кулико́во По́ле (укр. Куликове поле) — одна из самых больших исторических площадей Одессы, расположена в Приморском районе города, недалеко от железнодорожного вокзала. 
Представляет собой квадрат площадью 10,5 га, ограниченный улицами Среднефонтанской, Пироговской, Канатной и Итальянским бульваром. В 1967—1991 годах носила название площадь Октябрьской Революции. На площади расположено здание Одесского дома профсоюзов (1958).

## Этимология названия
В начале XIX века эти земли за городской чертой принадлежали роду помещиков Куликовских. В народе местность называли «Куликовскими полями». Со временем это название превратилось в более привычное «Куликово поле» (по аналогии с летописным Куликовым полем Мамаева побоища). Род Куликовских имел в Одессе свой оркестр из крепостных музыкантов, переходящий по наследству и весьма знаменитый в городе. Так, известно, что оркестр Д. Н. Овсянникова-Куликовского выступал на открытии Одесского городского театра (будущего оперного).

## История
Первоначально площадь представляла собой заросший бурьяном пустырь на южной окраине города, невдалеке от порто-франковского рва.
В 1818 году недалеко от Куликова поля была построена городская таможня, а вскоре, совсем рядом с пустырём, и самая первая одесская тюрьма («Одесский тюремный замок»). На протяжении нескольких десятилетий на Куликовом поле тайно хоронили казнённых в тюремном дворе преступников, а в 1878—1882 годах и членов «Народной воли» (Иван Ковальский, Сергей Чубаров, Дмитрий Лизогуб, И. Давыденко, Степан Халтурин, Николай Желваков).
В XIX веке поле использовалось как плац для построения войск во время парадов и других торжественных мероприятий.
В 1884 году на части территории поля был выстроен Железнодорожный вокзал.
Постепенно, к началу XX века, самое большое в городе, хоть и неблагоустроенное, поле стало традиционным местом народных гуляний. Здесь устраивались различные аттракционы, выступления цирков-шапито, выставлялись паноптикумы с восковыми фигурами и прочими диковинками, достойными кунсткамеры. На площади отмечались и массовые праздники — Новый год, Рождество, Пасха, сопровождаемые неизменными ярмарками.
В революционный период (в январе 1918 года) в Одессе шли трёхдневные бои. После их окончания на Куликовом поле была вырыта братская могила, в которой похоронили 119 погибших в гражданской войне. Сама площадь после этого стала именоваться в народе площадью Революции.
В 1932 году к 15-й годовщине Октябрьской революции на Куликовом Поле был открыт «Памятник борцам революции» в виде обелиска (архитектор А. Минкус). Во время Великой Отечественной войны он был снесён румынскими оккупационными властями, а по окончании войны вновь восстановлен.
После войны Куликово поле (в то время — площадь Октябрьской революции) стало местом захоронения ряда солдат, офицеров и генералов, освобождавших Одессу 10 апреля 1944 года. Позднее часть останков была перезахоронена на Аллее Славы в парке им. Тараса Шевченко, часть — на территории 2-го Христианского кладбища.
В конце 1940-х—1950-х годах была сделана планировка площади, превратившая его в квадрат площадью 10,5 га, который окружили цветниками и зелёными газонами. Были высажены голубые ели, а также платаны, липы, пирамидальные дубы.
В 1958 году в юго-западном углу площади было построено, с диагональной ориентацией, монументальное пятиэтажное здание обкома Компартии (архитекторы Г. В. Топуз, Л. Н. Павловская), ныне Дом Профсоюзов.
В 1967 году, в канун 50-летия Советской власти, на площади был возведён памятник В. И. Ленину (скульптор М. Г. Манизер). С этого года и до 1991 официально называлась площадью имени Октябрьской революции. После распада СССР к ней вернулось историческое название «Куликово Поле».
Весной 2014 года, в период волнений на юге и востоке Украины после отстранения Януковича и захвате Россией украинского Крыма, на площади проходили массовые митинги противников новой власти. 2 мая 2014 года площадь стала ареной столкновений между сторонниками проевропейского и пророссийского политического курса Украины, в результате которых появились жертвы и многочисленные раненые, включая несколько десятков жертв пожара в здании Дома профсоюзов (Куликово Поле, дом 1). Всего в ходе событий 2 мая доказана гибель 48 человек.